# José Coppinger
 José Coppinger (Habana, Capitanía General de Cuba, Imperio español, 5 de abril de 1773 – Cárdenas, Cuba, Reino de España, 15 de agosto de 1844) fue un militar español oriundo de Cuba, pero de origen hispano-irlandés, con un destacado papel en la revolución hispanoamericana, que fue nombrado gobernador de la provincia de La Florida desde 1817 hasta 1821, siendo el último comandante español de la fortaleza de San Juan de Ulúa.

## Biografía
José Coppinger había nacido en La Habana, Cuba, el 5 de abril de 1773. Su nombre completo era José María Vicente Coppinger y López de Gamarra, O'Brien y Hernández-Arturo. Fue su padre don Cornelio Coppinger y O'Brien, originario de Cork, Irlanda, se naturalizó español en 1767 y su madre, María de los Dolores López de Gamarra y Hernández-Arturo, Ayala y Torres, nacida en La Habana, cuya familia originaria de Sevilla había pasado a Cuba en el siglo XVII.  
Fue brigadier de infantería en los ejércitos españoles y gobernador político-militar de Nueva Filipinas (Texas) —provincia de Pinar del Río, Cuba— y luego en 1801, de villa del Bayamo. Fue nombrado caballero de las órdenes militares de San Fernando y de San Hermenegildo.
Desde 1814 hasta 1817 fue capitán de guerra de las Cuatro Villas (Provincia de las Villas, Cuba). En 1817 pasó a ser gobernador militar de la plaza de San Agustín y de la Florida oriental pero en junio del mismo año, un grupo de corsarios venezolanos y milicianos veteranos del estado de Georgia tomaron la isla de Amelia en la costa de Florida y proclamaron la República de Florida.
Los expedicionarios fueron dirigidos en primera instancia por el general Gregor MacGregor y posteriormente por el corsario francés Luis Aury. Finalmente los estadounidenses expulsaron a los expedicionarios en diciembre del citado año y continuaron contra los seminolas la campaña patrocinada por Andrew Jackson de 1817 a 1818, conocida como la primera guerra semínola.
Al final de la contienda los Estados Unidos controlaban de facto las plazas fuertes más importantes de la Florida Oriental hasta 1819 en que debieron devolverla a la soberanía española hasta su cesión en virtud del Tratado de Adams-Onís, siendo Andrew Jackson el encargado de llevar a cabo el traspaso de la misma a los estadounidenses en 1821, en el fuerte San Agustín. Posteriormente fue el último gobernador la isla veracruzana de San Juan de Ulúa desde el 28 de enero hasta el 23 de noviembre de 1825.
José Coppinger se casó en La Habana con su primera mujer María Josefa Saravia y Villegas, natural de Cuba, con la que tuvo cuatro hijos; y en segundo matrimonio con Narcisa Armenteros y Muñoz, natural de Trinidad.
José Coppinger falleció en Cárdenas, Cuba, el 15 de agosto de 1844[cita requerida].